# 杉並區
杉並区（日语：／ Suginami ku */?）是日本東京都的特別區之一。郵遞區號（前三碼）為166、167、168。

## 人口
| 杉並區人口分布圖 |                                               |  |
| 杉並區與日本全國年齡別人口分布比較圖 （2005年資料） | 杉並區的年齡、男女別人口分布圖 （2005年資料） |  |
| ■紫色是杉並區 ■綠色是全国 | ■藍色是男性 ■紅色是女性                       |  |
| 杉並區人口變化 \| 1970年 \| 553,016人 \| \| \| 1975年 \| 560,716人 \| \| \| 1980年 \| 542,449人 \| \| \| 1985年 \| 539,842人 \| \| \| 1990年 \| 529,485人 \| \| \| 1995年 \| 515,803人 \| \| \| 2000年 \| 522,103人 \| \| \| 2005年 \| 528,587人 \| \| \| 2010年 \| 549,569人 \| \| \| 2015年 \| 563,997人 \| \| \| 2020年 \| 591,108人 \| \| |                                               |  |
| 資料來源：日本總務省統計中心提供之人口普查數據 |                                               |  |
| 1970年 | 553,016人                                     |  |
| 1975年 | 560,716人                                     |  |
| 1980年 | 542,449人                                     |  |
| 1985年 | 539,842人                                     |  |
| 1990年 | 529,485人                                     |  |
| 1995年 | 515,803人                                     |  |
| 2000年 | 522,103人                                     |  |
| 2005年 | 528,587人                                     |  |
| 2010年 | 549,569人                                     |  |
| 2015年 | 563,997人                                     |  |
| 2020年 | 591,108人                                     |  |

### 日夜間人口
2005年夜間人口（居住者）為522,582人，區外通勤者與通學生、居住者在內的區內日間人口為439,379人，是夜間人口的0.841倍。

## 地理

### 概要
古時屬武藏國，1929年（昭和4年）從多摩地域編入東京市。杉並區為舊東多摩郡西半部，現屬城西地区，即東京23区的西側位置。面積為34.02平方公里，於東京23区中排行第8。是一个自然环境丰富的近郊住宅区域。关东大地震之后多数的文化人、学者移住该区。近年来作为日本动画产业的集中地而引起注目。
本區位於武藏野台地上，南北兩側的高地邊緣是甲州街道、青梅街道。神田川、善福寺川沿岸低地在近世開發為水田，由於地形和緩，一直有廣域洪災的擔憂。大宮一丁目的大宮八幡附近是東京都全體的人口重心。

### 河川
區內河流為神田川支流。
- 神田川
- 善福寺池（東京都三大湧水池之一）
- 善福寺川
- 井草川
- 妙正寺池
- 妙正寺川
- 桃園川 - 現在已暗渠化，青梅街道以東至中野區的河道上方整建為「桃園川綠道」。
- 玉川上水

### 相邻接的行政区
- 东 - 澀谷区、中野区
- 北 - 练马区
- 西 - 三鹰市、武藏野市
- 南 - 世田谷区

## 歷史
近世以前
- 古時屬武藏國，現在的杉並區一帶屬多磨郡。

近世
- 江戶時代為武藏國一部分，不屬於御府內（江戶市域、城下町）。
- 設置甲州街道第2宿高井戶宿。
- 青梅街道通過始地，但未設宿站，妙法寺門前在江戶時代後期十分繁榮，是落語「堀之內」的舞台。
- 甲州街道旁設置玉川上水。

近、現代
- 明治大學和泉校舍一帶，幕末起為火藥庫所在地，原為江戶幕府的和泉新田御焰硝藏，後為陸軍省和泉新田火藥庫。
- 明治、大正時代仍不屬於東京市15區。
- 昭和時代，經濟大恐慌後，由多摩地域編入東京市。
- 1889年（明治22年），市町村制施行時，除沒有鐵路的檜原村與島嶼部以外，在東京都內與武藏野市是唯二沒有同名鐵路車站與地址的自治地名も。
- 關東大地震後，許多文人、學者移住本區。

區的沿革
- 1889年（明治22年）5月1日 - 町村制施行，成立東多摩郡杉並村、和田堀內村、井荻村、高井戶村。
- 1896年（明治29年）4月1日 - 東多摩郡與南豐島郡合併為豐多摩郡。
- 1924年（大正13年）6月1日 - 杉並村施行町制，為杉並町。
- 1926年（大正15年）7月1日 - 和田堀內村、井荻村、高井戶村施行町制，為和田堀町、井荻町、高井戶町。
- 1932年（昭和7年）10月1日 - 杉並町、和田堀町、井荻町、高井戶町編入東京市，4町成立東京市杉並區[3]。
- 1943年（昭和18年）7月1日 - 東京都制施行，為東京都杉並區。
- 1947年（昭和22年）5月3日 - 地方自治法施行，杉並區成為特別區。
- 1960年（昭和35年）3月26日 - 與中野區之間進行區界重劃[4]。

### 區名由來
江戶時代初期，成宗、田端兩村領主在青梅街道旁種植杉樹（杉並木）而得名。

## 地域

### 年度活動
6月
- 久我山螢祭（久我山ホタル祭り）－6月第1個週六、週日

8月
- 阿佐谷七夕祭－8月5日～9日，阿佐谷珍珠中心
- 高圓寺阿波舞－8月最後一個週六、週日，高圓寺站前周邊

10月
- 阿佐谷爵士街－10月第三或第四個周五、週六
- 高圓寺Fes（高円寺フェス）－大人的文化祭

11月
- 杉並鄉土藝能大會
- Troll之森（Trolls in the Park）－戶外藝術展（西荻窪、善福寺池周邊）
- TERA to TERA－吉祥寺、高圓寺區間內的藝術活動
- 杉並Festa（すぎなみフェスタ）－於桃井原野公園（桃井原っぱ公園）舉行的區民祭，事2012年80周年紀念活動的延續

其他
- 知區之路（知る区ロード）[5]

全長36公里的區內巡禮活動。

### 車牌號碼
杉並區屬練馬號碼（東京運輸支局），2013年提出申請獨立的「杉並」號碼。
練馬號碼區域
- 新宿區、文京區、中野區、杉並區、豐島區、北區、板橋區、練馬區 （页面存档备份，存于）。

### 區域播放
- 有線電視
  - J:COM杉並（ジェイコム杉並）

## 區政

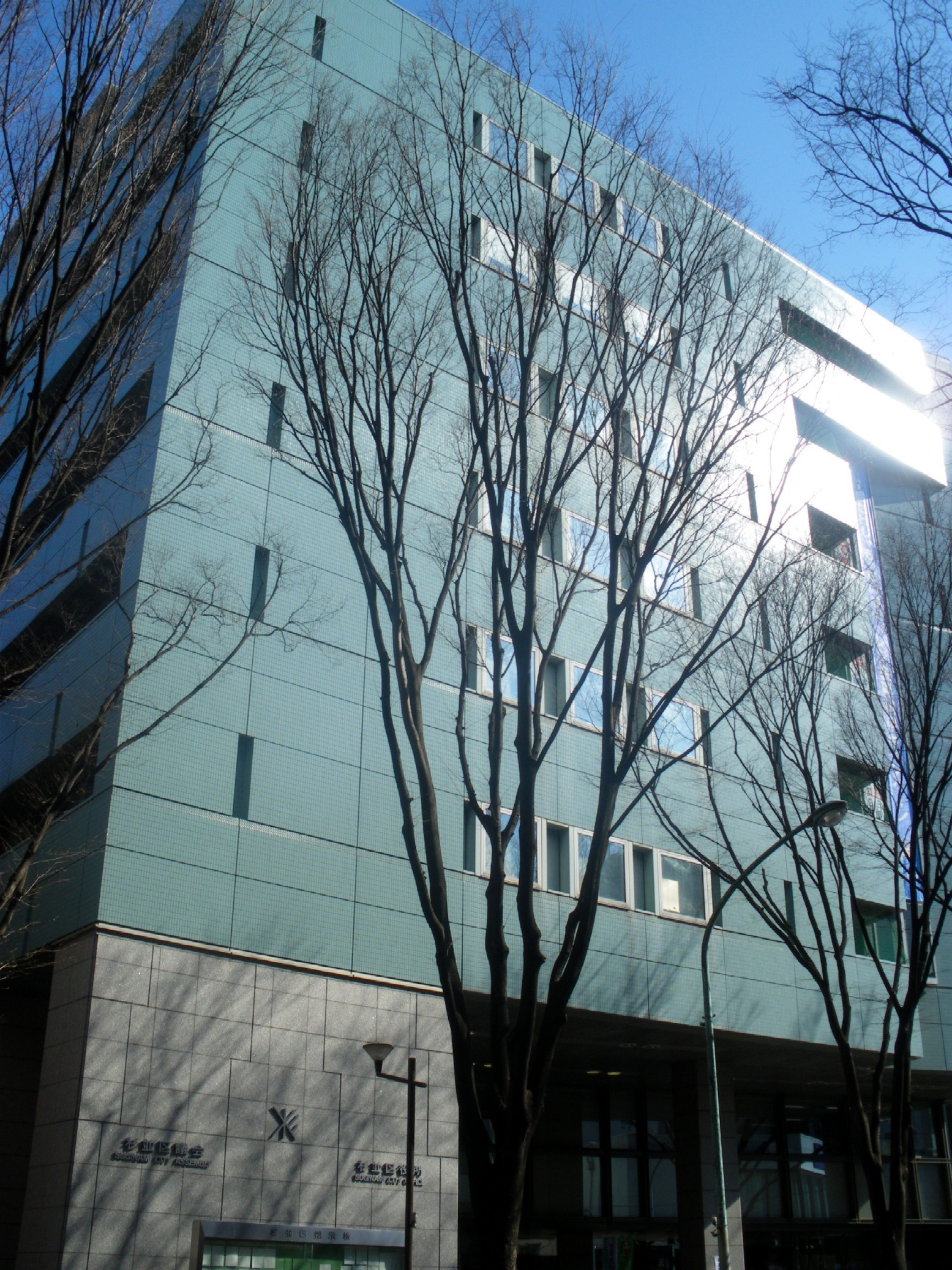
阿佐谷南的杉並區役所。

### 區長
- 岸本聡子2022年7月11日－ （第一任）

### 區議會
席次48席。括弧內為簡稱。
- 杉並區議會自由民主黨（自民） - 11人
- 杉並區議會公明黨（公明） - 8人
- 民主、社民俱樂部（民社） - 7人
- 日本共產黨杉並區議團（共產） - 6人
- 生活者網路、綠之未來（ネみ） - 5人
- 無所屬區民派（無區） - 2人
- 杉並同志會（同志） - 2人
- 自民與區政俱樂部（自ク） - 2人
- 眾人之黨杉並（みん） - 1人
- 無所屬(堀部)（無） - 1人
- 共生杉並（共生） - 1人
- 美麗杉並（美杉） - 1人
- 空缺 - 1人

杉並區議會派系一覧與議席配置圖

### 區民事務所、站前事務所、分室
- 阿佐谷區民事務所
- 井草區民事務所
- 高圓寺區民事務所
- 永福和泉區民事務所
  - 櫻上水北分室
- 高井戶站前事務所
  - 宮前分室
- 荻窪站前事務所
- 西荻窪站前事務所
- 高圓寺站前事務所

### 友好交流都市

#### 國內
- 北海道名寄市（舊風連町）
  - 1989年7月13日締結友好協力關係。2006年3月27日風連町與舊名寄市合併，6月6日重新簽訂交流自治體協定。另外，1995年10月14日締結防災相互援助協定，2006年7月1日重新締結。
- 群馬縣東吾妻町（舊吾妻町）
  - 1989年8月6日締結友好協力關係。2006年3月27日與東村合併後，重新簽訂友好自治體關係。1995年10月14日締結防災相互援助協定，2006年10月10日重新締結。
- 新潟縣小千谷市
  - 2004年5月12日締結災害時相互援助協定。
- 福島縣北鹽原村
  - 2004年11月1日締結保養地協定。
- 福島縣南相馬市（舊原町市）
  - 2005年5月27日締結災害時相互援助協定。原町市、小高町、鹿島町於2007年2月19日合併，並重新簽訂災害時相互援助協定。
- 東京都青梅市
  - 2009年5月21日締結友好協力關係。
- 東京都武藏野市
  - 2011年12月20日締結災害時相互協力協定。
- 山梨縣忍野村
  - 2012年8月27日締結災害時相互援助協定。
- 靜岡縣南伊豆町
  - 2012年9月14日締結災害時相互援助協定。

#### 國外
- 威樂比市
  - 1990年5月11日締結友好協力關係。
- 瑞草區
  - 1991年12月9日締結友好協力關係。

## 產業

### 第1級產業
區內農地約46公頃，近200戶農家，主要生產蔬菜、花卉、植栽、水果。
- 東京中央農業協同組合－井荻支店、杉並中野支店、城西支店、高井戶支店

### 第2級產業

#### 主要企業
- 岩崎通信機－久我山。
- ODELIC（オーデリック）－宮前。製造照明器具
- 救心製藥－和田。
- GRAPESTONE（グレープストーン）－阿佐谷南。製造、販售「東京香蕉」等產品
- Tamasu（タマス）－阿佐谷南。製造桌球用品
- BESTA光學（ベスタ光学）－和泉。製造顯微鏡
- 細田工務店－阿佐谷南。
- 前田豐吉商店－南荻窪。製造、販售針製品
- 丸美屋食品工業－松庵。
- 三澤住宅（ミサワホーム東京）
- 武藏野化學研究所東京研究所－宮前。製造化學工業品
- 山崎麵包杉並工場－高井戶西。

### 第3級產業

#### 主要企業
- 美國運通日本分部－荻窪。
- ALC（アルク）－永福。營運英語會話學校
- Global Act（グローバルアクト）－成田東。連鎖餐廳
- SUMMIT（サミット）總部－永福。連鎖超市
- SANDLOT（サンドロット）－阿佐谷南。遊戲開發
- 新星堂－上荻。大型CD、DVD、黑膠唱片、樂器、書籍販售公司
- TITAN（タイタン）－阿佐谷北。經紀公司，旗下藝人有爆笑問題、長井秀和、山中秀樹等
- 同盟交通－宮前。東京無線集團的計程車公司
- ニチリョク－井草。葬儀社
- LEED社（リイド社）－高圓寺北。出版

##### 動畫相關主要企業
日本全國約400間動畫製作工作室中，約有70間位於杉並區，與周邊的練馬區、三鷹市形成世界重要的動畫產業聚集地。包括《阿爾卑斯山的少女》、《魯邦三世》、《風之谷》、《機動戰士鋼彈》等眾多作品都是產自杉並。
- Actas（アクタス）－桃井
- A-1 Pictures－成田東
- OH!PRODUCTION（OH!プロダクション）－荻窪
- SATELIGHT－阿佐谷南
- 日昇動畫－上井草。鋼彈系列等
- SHAFT－上井草
- STUDIO EASTER（スタジオイースター）－本天沼。美術制作、加工、攝影。
- 高橋製作（高橋プロダクション） 數位製作部－桃井。
- NOMAD（ノーマッド）－清水。
- BONES－井草。

### 過去所在的主要企業、事業所
- 銀座Renoir（銀座ルノアール）－高圓寺北。1989年〜1997年總部所在地。
- Synergy SP－動畫製作公司
- 日產自動車荻窪工場－桃井。1925年在中島飛行機工場開設，營運至1998年。

## 商業

### 區內主要商店街、商業設施
- 高圓寺純情商店街－高圓寺站前。禰寝正一著有同名小說。
- 阿佐谷珍珠中心（阿佐谷パールセンター）－每年夏天阿佐谷七夕祭場地。
  - Peacock Store（ピーコックストア）阿佐谷南店
- 荻窪Lumine（ルミネ）－JR荻窪站
- 荻窪Town Seven－荻窪站前
- OZEKI（オオゼキ）高井戶店

## 消防（東京消防廳）
- 杉並消防署（阿佐谷南3-4-3）指揮隊、幫浦隊2（特別消火中隊）、梯隊、特別救助隊、救急隊1（10噸水槽車1→第1小隊乘換運用、照明電源車1→梯隊乘換運用）
  - 永福出張所（下高井戶2-21-37）幫浦隊2、救急隊1
  - 堀之内出張所（堀之內2-12-17）幫浦隊2、救急隊1
  - 馬橋出張所（高圓寺南3-8-1）幫浦隊2
  - 阿佐ヶ谷出張所（阿佐谷北4-29-10）幫浦隊2、救急隊1
  - 高圓寺出張所（高圓寺南5-20-8）幫浦隊2、救急隊1
  - 高井戶出張所（高井戶東3-22-3）幫浦隊2、救急隊1（指揮統制車1→第1小隊乘換運用）
- 荻窪消防署（桃井3-4-1）指揮隊、幫浦隊1、化學隊1、梯隊、救急隊1
  - 西荻出張所（西荻南2-2-4）幫浦隊2、救急隊1
  - 久我山出張所（久我山2-11-7）幫浦隊2、救急隊1
  - 天沼出張所（天沼1-46-4）幫浦隊1
  - 下井草出張所（下井草3-30-10）幫浦隊2（特別消火中隊）

## 公安（警視廳）
- 杉並警察署－管轄杉並區東部
- 荻窪警察署－管轄杉並區西北部
- 高井戶警察署－管轄杉並區西南部

## 教育

### 大學
- 私立
  - 女子美術大學杉並校區
  - 高千穗大學
  - 東京女子大學
  - 東京立正短期大學
  - 明治大學和泉校區
  - 立教女學院短期大學

### 專修學校
- 學校法人立志舍
  - 專門學校日本商業學校（専門学校日本スクールオブビジネス）
  - 東京IT會計專門學校杉並校
  - 東京法律專門學校杉並校
  - 日本動物專門學校

### 高等學校
- 都立
  - 杉並總合高等學校
  - 荻窪高等學校
  - 杉並高等學校
  - 杉並工業高等學校
  - 豐多摩高等學校
  - 西高等學校
  - 農藝高等學校

- 私立
  - 杉並學院中學校、高等學校※中高併設
  - 光鹽女子學院中等科、高等科※中高併設
  - 佼成學園中學校、高等學校※中高併設

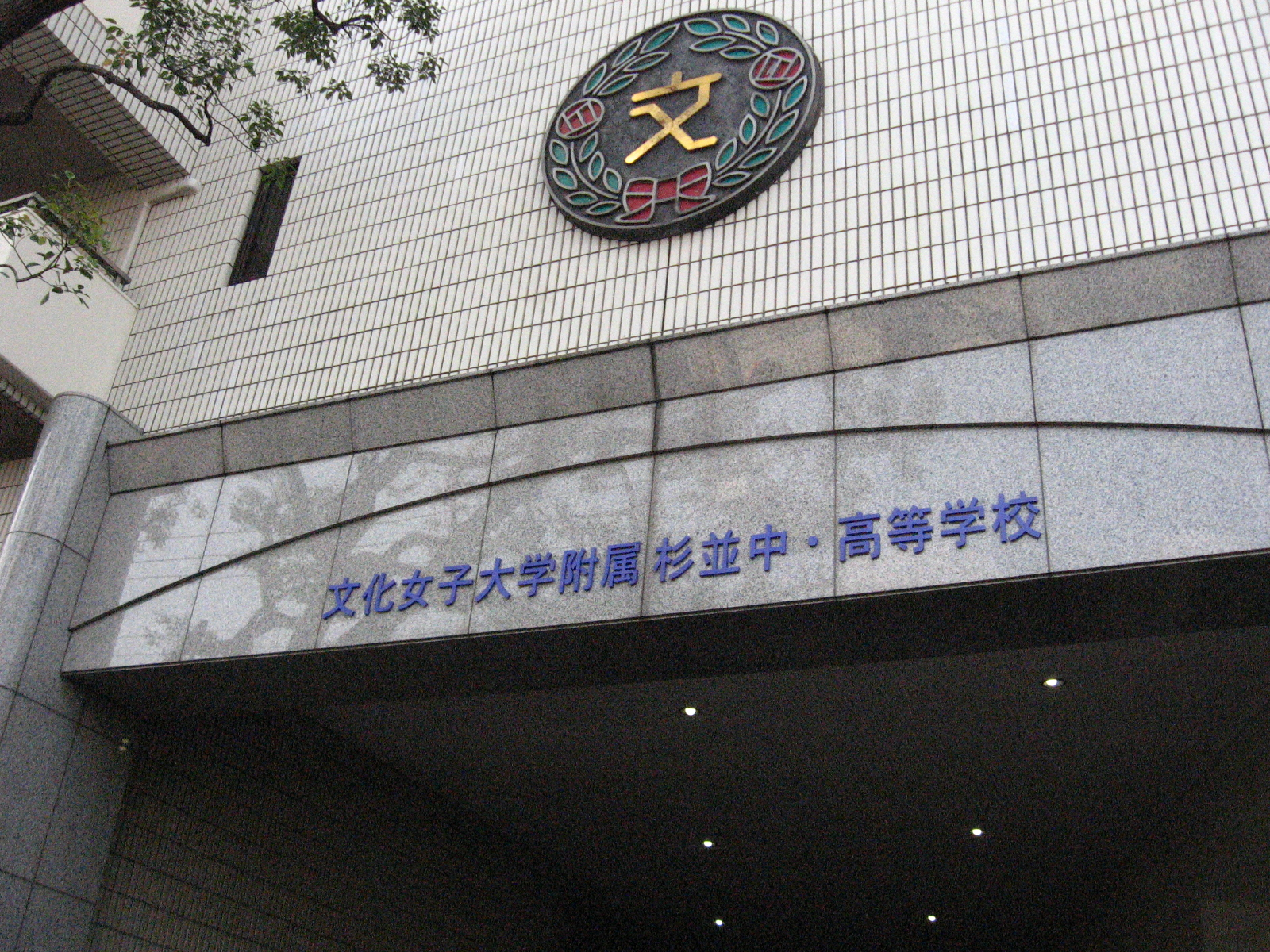
文化女子大學附屬杉並中學校、高等學校

  - 國學院大學久我山中學校、高等學校※中高併設
  - 女子美術大學付屬中學校、高等學校※中高併設
  - 專修大學附屬高等學校
  - 中央大學杉並高等學校
  - 東京立正中學校、高等學校※中高併設
  - 日本大學第二中學校、高等學校※中高併設
  - 日本大學鶴丘高等學校
  - 文化女子大學附屬杉並中學校、高等學校※中高併設
  - 立教女學院中學校、高等學校※中高併設

### 中學校
- 區立

| - - 杉並區立高圓寺中學校 - 杉並區立高南中學校 - 杉並區立杉森中學校 - 杉並區立阿佐谷中學校 - 杉並區立東田中學校 - 杉並區立松溪中學校 | - - 杉並區立天沼中學校 - 杉並區立東原中學校 - 杉並區立中瀨中學校 - 杉並區立井荻中學校 - 杉並區立井草中學校 - 杉並區立荻窪中學校 | - - 杉並區立神明中學校 - 杉並區立宮前中學校 - 杉並區立富士見丘中學校 - 杉並區立高井戶中學校 - 向陽中學校 - 松之木中學校 | - - 杉並區立大宮中學校 - 杉並區立泉南中學校 - 杉並區立和田中學校 - 杉並區立和泉中學校 - 杉並區立西宮中學校 |

- 私立

中高合併校列於高等學校

### 小學校
全國少數設有專屬的教員養成塾，獨立聘用小學校教職員。
| - 杉並區立杉並第一小學校 - 杉並區立杉並第二小學校 - 杉並區立杉並第三小學校 - 杉並區立杉並第四小學校 - 杉並區立天沼小學校 - 杉並區立杉並第六小學校 - 杉並區立杉並第七小學校 - 杉並區立杉並第八小學校 - 杉並區立杉並第九小學校 - 杉並區立杉並第十小學校 - 杉並區立西田小學校 - 杉並區立東田小學校 | - 杉並區立馬橋小學校 - 杉並區立桃井第一小學校 - 杉並區立桃井第二小學校 - 杉並區立桃井第三小學校 - 杉並區立桃井第四小學校 - 杉並區立桃井第五小學校 - 杉並區立四宮小學校 - 杉並區立荻窪小學校 - 杉並區立井荻小學校 - 杉並區立沓掛小學校 - 杉並區立高井戶小學校 - 杉並區立高井戶第二小學校 | - 杉並區立高井戶第三小學校 - 杉並區立高井戶第四小學校 - 杉並區立松庵小學校 - 杉並區立濱田山小學校 - 杉並區立富士見丘小學校 - 杉並區立大宮小學校 - 杉並區立新泉小學校 - 杉並區立堀之內小學校 - 杉並區立和田小學校 - 杉並區立方南小學校 - 杉並區立永福小學校 - 杉並區立濟美小學校 | - 杉並區立八成小學校 - 杉並區立三谷小學校 - 杉並區立松之木小學校 - 杉並區立和泉小學校 - 杉並區立高井戶東小學校 - 杉並區立久我山小學校 - 杉並區立永福南小學校 - 光鹽女子學院初等科 - 新渡戶文化小學校 - 立教女學院小學校 |

### 特別支援學校
- 杉並區立濟美養護學校
- 都立大塚聾學校永福分教室
- 中央聾學校

### 其他
- 都立永福學園

## 醫院
區內救急指定醫院
- 荻窪醫院
- 河北總合醫院
- 東京衛生醫院
- 清川醫院
- 山中醫院
- 城西醫院
- 樺島醫院

## 交通

### 鐵路
東日本旅客鐵道（JR東日本）
- 中央線快速：高圓寺站 - 阿佐谷站 - 荻窪站 - 西荻窪站
- 中央·總武緩行線：高圓寺站 - 阿佐谷站 - 荻窪站 - 西荻窪站

京王電鐵
- 京王線：八幡山站
- 井之頭線：永福町站 - 西永福站 - 濱田山站 - 高井戶站 - 富士見丘站 - 久我山站

西武鐵道
- 新宿線：下井草站 - 井荻站 - 上井草站

東京地下鐵
- 丸之內線：東高圓寺站 - 新高圓寺站 - 南阿佐谷站 - 荻窪站
  -  方南町支線：方南町站

### 道路
- 甲州街道（國道20號）

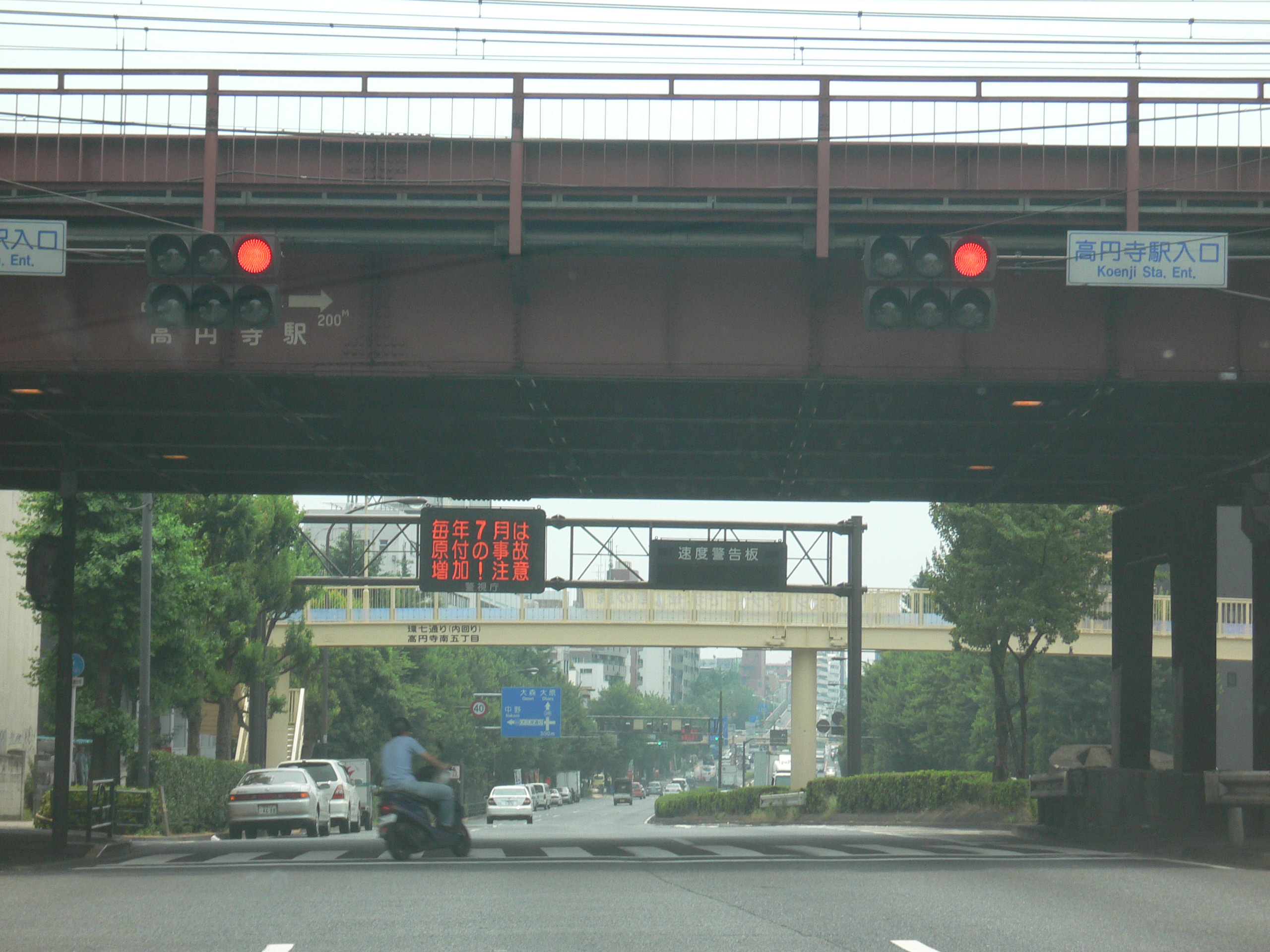
環七通
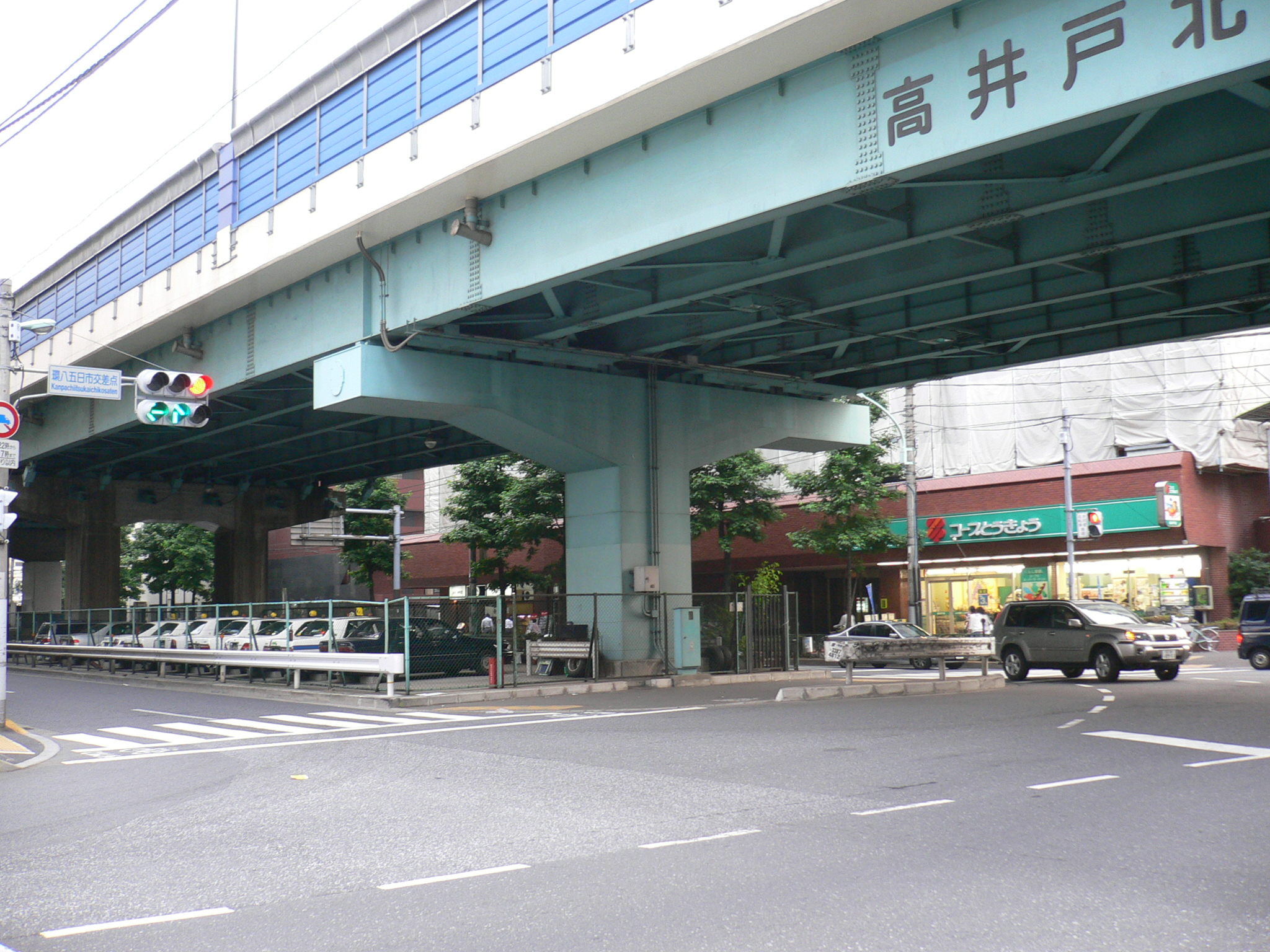
環八通

- 青梅街道（東京都道4號東京所澤線、東京都道5號新宿青梅線）
- 五日市街道（東京都道7號杉並秋留野線）
- 方南通、人見街道（東京都道14號新宿國立線）
- 早稻田通（東京都道25號飯田橋石神井新座線、東京都道438號向井町新町線）
- 舊早稻田通（東京都道25號飯田橋石神井新座線）
- 女子大通（東京都道113號杉並武藏野線）
- 新青梅街道（東京都道440號落合井草線、東京都道245號杉並田無線）
- 環七通（東京都道318號環狀七號線）
- 環八通（東京都道311號環狀八號線）
- 井之頭通（東京都道413號赤坂杉並線・東京都道7號杉並秋留野線）
- 中杉通、永福通、松之木八幡通（東京都道427號瀨田貫井線）
- 荒玉水道道路（東京都道428號高圓寺砧淨水場線）
- 水道道路（東京都道431號角筈和泉町線）
- 大久保通（東京都道433號神樂坂高圓寺線）
- 千川通（東京都道439號椎名町上石神井線）

### 巴士路線
- 澀66（京王巴士東、都營巴士）
- 鷹64（京王巴士東）
- 赤31（關東巴士、國際興業巴士）
- 關東巴士
- 都營巴士
- 西武巴士
- 社區巴士杉丸（すぎ丸）。

## 觀光設施、公園

### 公園
- 和田堀公園
- 善福寺川綠地
- 善福寺公園
- 蚕糸之森公園
- 井草森公園
- 妙正寺公園
- 天沼辯天池公園
- 馬橋公園
- 大田黑公園 - 前大田黑元雄邸。
- 杉並區立角川庭園 - 前角川源義邸。
- 桃井原野公園（桃井原っぱ公園）

### 神社
- 大宮八幡宮－大宮。有「東京的肚臍」之稱。以安產、育兒聞名。占地廣大，為區內第一。
- 井草八幡宮－善福寺。 舊井草村鎮守。
- 高圓寺冰川神社－高圓寺南。內有日本唯一的氣象神社。
- 高圓寺天祖神社－高圓寺南。
- 馬橋稻荷神社－阿佐谷南。
- 堀之內熊野神社－堀之內。
- 和泉熊野神社－和泉。社外附屬的貴船神社在古時有湧泉，是現在「和泉」地名的由來。
- 永福稻荷神社－永福。
- 下高井戶濱田山八幡神社－下高井戶。
- 第六天神社－上高井戶。
- 久我山稻荷神社－久我山。
- 春日神社－宮前。當地地名「宮前」的由來。
- 西高井戶松庵稻荷神社－松庵。
- 神明天祖神社－南荻窪。
- 成宗白山神社－成田東。
- 田端神社－荻窪。
- 尾崎熊野神社－成田西。
- 須賀神社－成田東。
- 阿佐谷神明宮－阿佐谷北。阿佐谷神明宮。阿佐谷村鎮守。
- 天沼熊野神社－天沼。
- 天沼八幡神社－天沼。
- 本天沼稻荷神社－本天沼。
- 荻窪白山神社－上荻。
- 荻窪八幡神社－上荻。
- 中瀨天祖神社－清水。
- 市杵島神社－善福寺公園內、善福寺池中小島上。

### 寺院

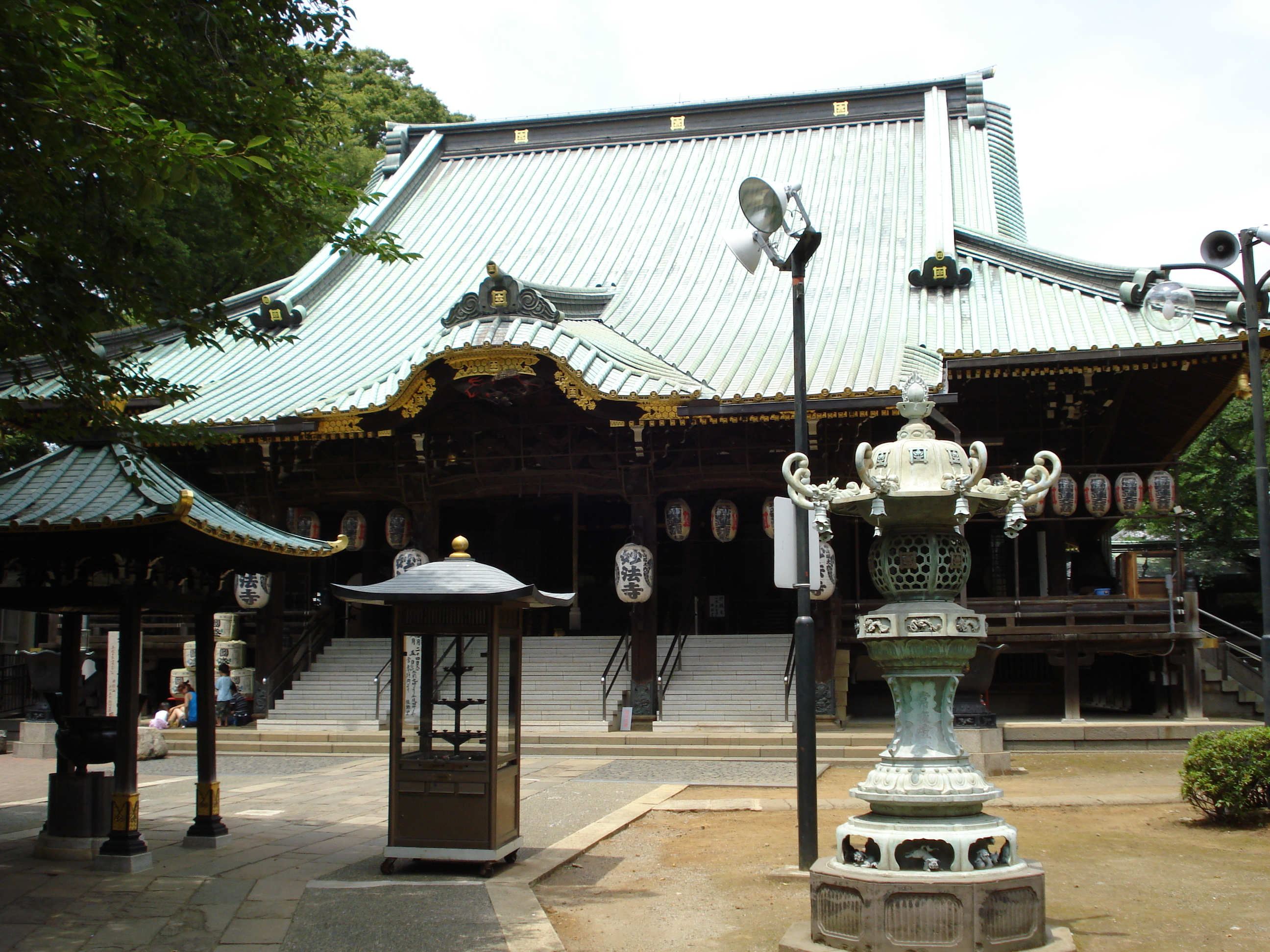
妙法寺
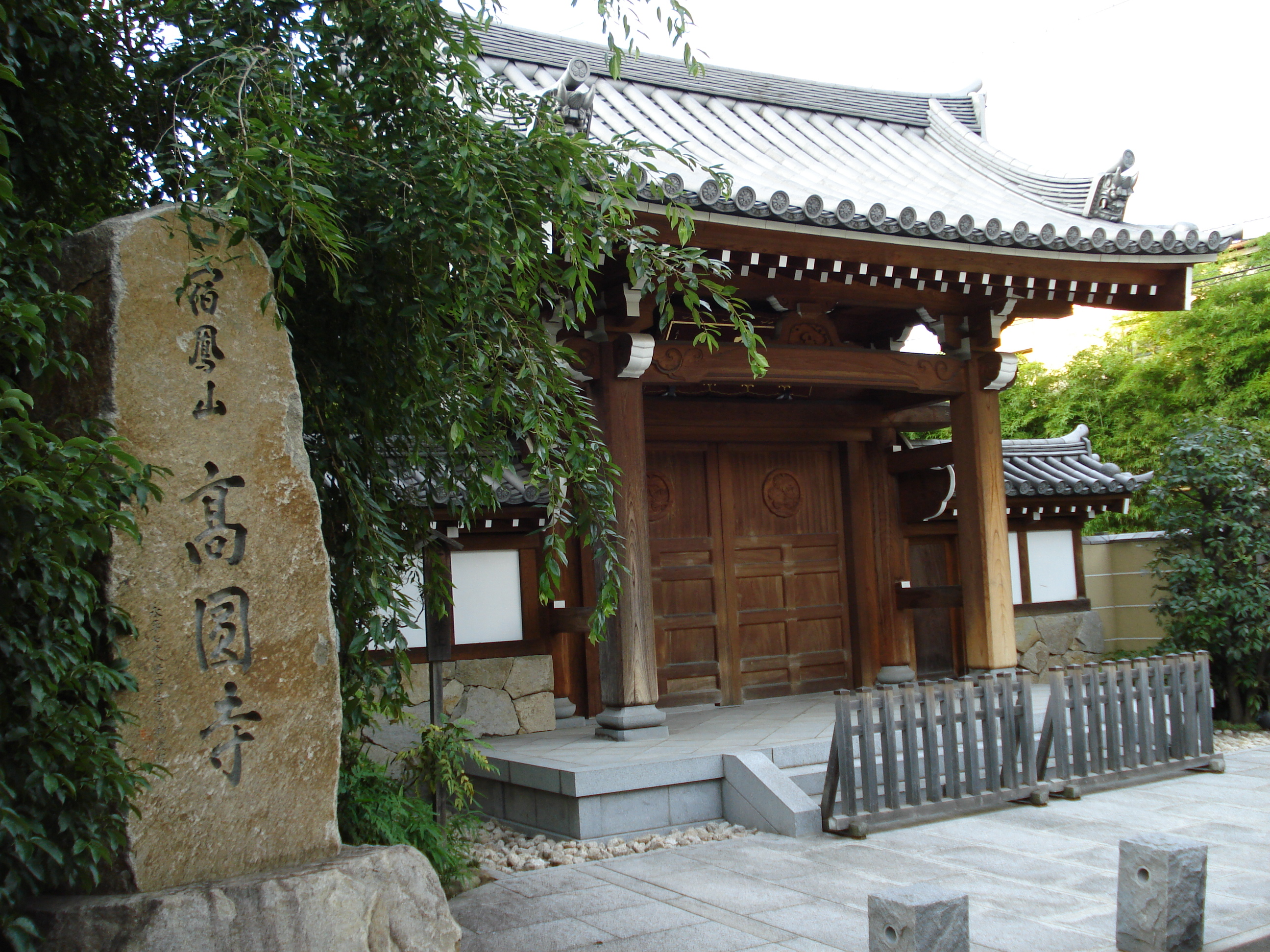
高圓寺

- 妙法寺－堀之內。以「除厄祖師」（厄よけ祖師）聞名。
- 觀泉寺－今川。今川家的菩提寺。（也是今川地名的由來）寺內的今川家墓所是都指定古蹟。
- 妙正寺－清水。為附近的妙正寺池與妙正寺川的名稱由來。
- 高圓寺－高圓寺南。「高圓寺」地名的由來，德川家名刹。
- 真盛寺－梅里。三井家的菩提寺。

## 文化、體育設施

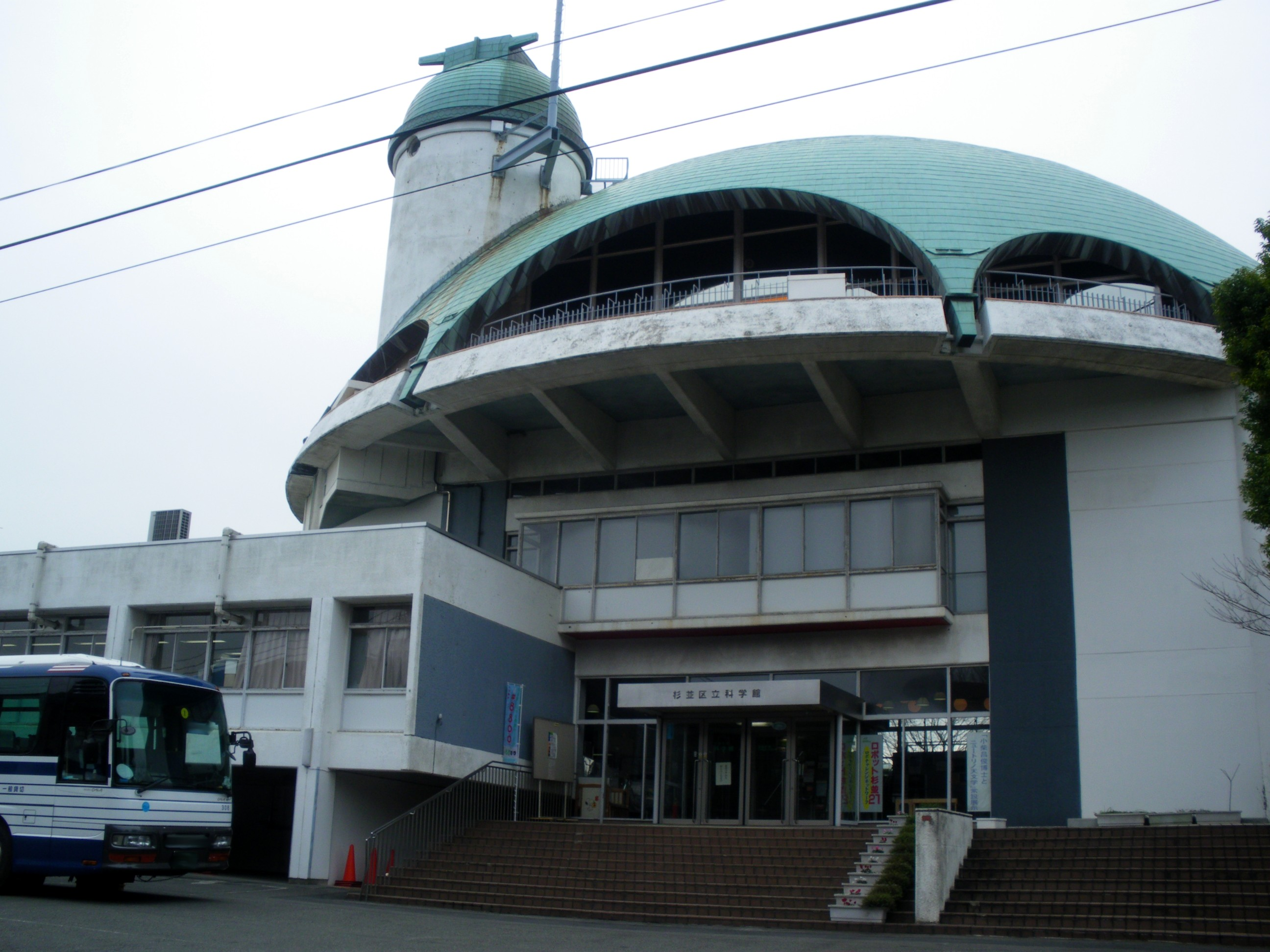
杉並區立科學館

### 文化設施
- 杉並區立圖書館
  - 中央圖書館
  - 柿木圖書館
  - 宮前圖書館
  - 永福圖書館
  - 高圓寺圖書館
  - 成田圖書館
  - 西荻圖書館
  - 阿佐谷圖書館
  - 南荻窪圖書館
  - 下井草圖書館
  - 高井戶圖書館
  - 方南圖書館
  - 今川圖書館
  - 高井戶地域區民中心圖書室
  - 和田圖書服務台
  - 高圓寺站前圖書服務台
- 杉並區立鄉土博物館
- 杉並區立科學館
- 杉並公會堂
- 座・高圓寺
- セシオン杉並
- 杉並動畫博物館
- 杉並詩歌館 - 舊角川源義邸內内。

### 體育設施等
- 區營上井草運動中心
- Butterfly桌球道場（桌球、阿佐谷南）
- 芝田山部屋（相撲、高井戶東）
- 放駒部屋（相撲、阿佐谷南）
- 白井、具志堅Sports Gym（白井・具志堅スポーツジム）（拳擊、永福）
- U.W.F.Snakepit Japan（U.W.F.スネークピットジャパン）（總合格闘技、高圓寺北）

## 文化團體、體育隊伍

### 音樂團體
- 杉並管樂團
- 杉並清唱合唱團
- 杉並區民吹奏樂團
- 杉並混聲合唱團
- 杉並兒童合唱團－日本全國知名合唱團。錄製許多動畫與廣告的歌曲。1964年設立，原為杉並區立桃井第三小學校合唱社。
- 日本愛樂交響樂團（日本フィルハーモニー交響楽團）－1994年與杉並區締結友好合作。
- 杉並愛樂管弦樂團（杉並フィルハーモニー管弦楽團）
- 武藏台交響管樂團（武蔵台ウインドオーケストラ）

### 劇場團體
- 劇場創造網路（劇場創造ネットワーク）－成田西。座・高圓寺指定管理者。
- 日本劇作家協會－高圓寺北。
- 劇團若草－西荻南。

### 體育隊伍
- 早稻田大學橄欖球部－橄欖球隊。宿舍在早大上井草球場。

## 知名人士

### 杉並區名譽區民
1. 小柴昌俊 - 物理學者
2. 山彦節子 - 人間國寶淨瑠璃奏者
3. 金春總右衛門國長 - 人間國寶能/囃子方
4. 佐佐木苑子 - 人間國寶染織作家
5. 安福達雄 -  人間國寶能/囃子方
6. 石井桃子 - 兒童文學者
7. 遠藤實 -　音樂家
8. 速水融 - 經濟學者

### 政治
- 近衛文麿 - 內閣總理大臣、五攝家筆頭、公爵

### 經濟
- 日枝久 - 富士電視台代表取締役會長
- 渡邉恒雄 - 讀賣新聞集團本社代表取締役會長。讀賣巨人會長。

### 文化、藝術
- 宮崎駿 - 動畫導演、區內大宮中學校出身。
- 大地丙太郎 - 動畫導演
- 谷川俊太郎 - 詩人
- 三善晃 - 作曲家
- 阿刀田高 - 小說家
- 林獻堂 - 台灣日治時期重要文化與政治運動領袖，亦曾任台灣省參議會議員、貴族院台灣敕選議員[8]

### 藝能
- 春日俊彰 - 搞笑藝人（奧黛麗）。居民
- 後藤久美子 - 女演員
- 澤尻英龍華 - 女演員
- 瀨奈Jun - 寶塚歌劇團月組主演男役
- 長州小力 - 搞笑藝人
- 野島健兒 - 聲優
- 松田翔太 - 演員
- 松田龍平 - 演員
- 渡邊菜生子 - 聲優

### 體育
- 大島康德 - 前職業棒球選手、前職業棒球監督（日本火腿鬥士）、居民
- 小川直也 - 專業摔角手
- 具志堅用高 - 前職業拳擊手、居民

### 廣播電視
- 堂真理子 - 朝日電視台播音員

## 重大事件
- 二二六事件
- 區長改選事件：現任區長運用行政手段逼使區內19所初、高中學採用扶桑社出版的歷史教科書，否則會把教師調往其他區任教。事件引起區內約70%居民反感，並計劃在籌辦中的區知事改選中把他趕走。
- 與江東區的垃圾戰爭（1960年代 - 1970年代）
- 光化學煙霧意外。光化學煙霧首次造成大規模災害（東京立正女子高等學校）。
- 杉並病